# Mlungisi Gumbi
Mlungisi Gumbi (Soweto, 9 de março de 1980) é um ex-futebolista profissional sul-africano que atuava como defensor.

## Carreira
Mlungisi Gumbi representou o elenco da Seleção Sul-Africana de Futebol no Campeonato Africano das Nações de 2006.